# Poliamin oksidaza
Poliamin oksidaza (EC 1.5.3.11, 1-N-acetilspermidin:kiseonik oksidoreduktaza (deaminacija)) je enzim sa sistematskim imenom N1-acetilspermidin:kiseonik oksidoreduktaza (deaminacija). Ovaj enzim katalizuje sledeću hemijsku reakciju
1-acetilspermin + O2 + 2O {\displaystyle \rightleftharpoons } 1-acetilspermidin + 3-aminopropanal + H2O2
Ovaj enzim je flavoprotein. Za njegov rad je neophodno Fe2+. On takođe deluje na N1</si[>-acetilspermidin i -diacetilspermin.

## Literatura
- Nicholas C. Price; Lewis Stevens (1999). Fundamentals of Enzymology: The Cell and Molecular Biology of Catalytic Proteins (Third изд.). USA: Oxford University Press. ISBN 019850229X.
- Eric J. Toone (2006). Advances in Enzymology and Related Areas of Molecular Biology, Protein Evolution (Volume 75 изд.). Wiley-Interscience. ISBN 0471205036.
- Branden C; Tooze J. Introduction to Protein Structure. New York, NY: Garland Publishing. ISBN 0-8153-2305-0.
- Irwin H. Segel. Enzyme Kinetics: Behavior and Analysis of Rapid Equilibrium and Steady-State Enzyme Systems (Book 44 изд.). Wiley Classics Library. ISBN 0471303097.

## Spoljašnje veze
- Polyamine+oxidase на 